# Aeroporto di Foggia
L'Aeroporto di Foggia "Gino Lisa" (IATA: FOG, ICAO: LIBF) è un aeroporto civile nazionale situato a circa 3 km dal centro della città di Foggia.
Lo scalo, intitolato a Gino Lisa, è dotato di eliporto, utilizzato dalla compagnia Alidaunia per voli verso il Gargano (Isole Tremiti, Peschici, San Giovanni Rotondo e Vieste) e i monti della Daunia (Celenza Valfortore).

## Storia

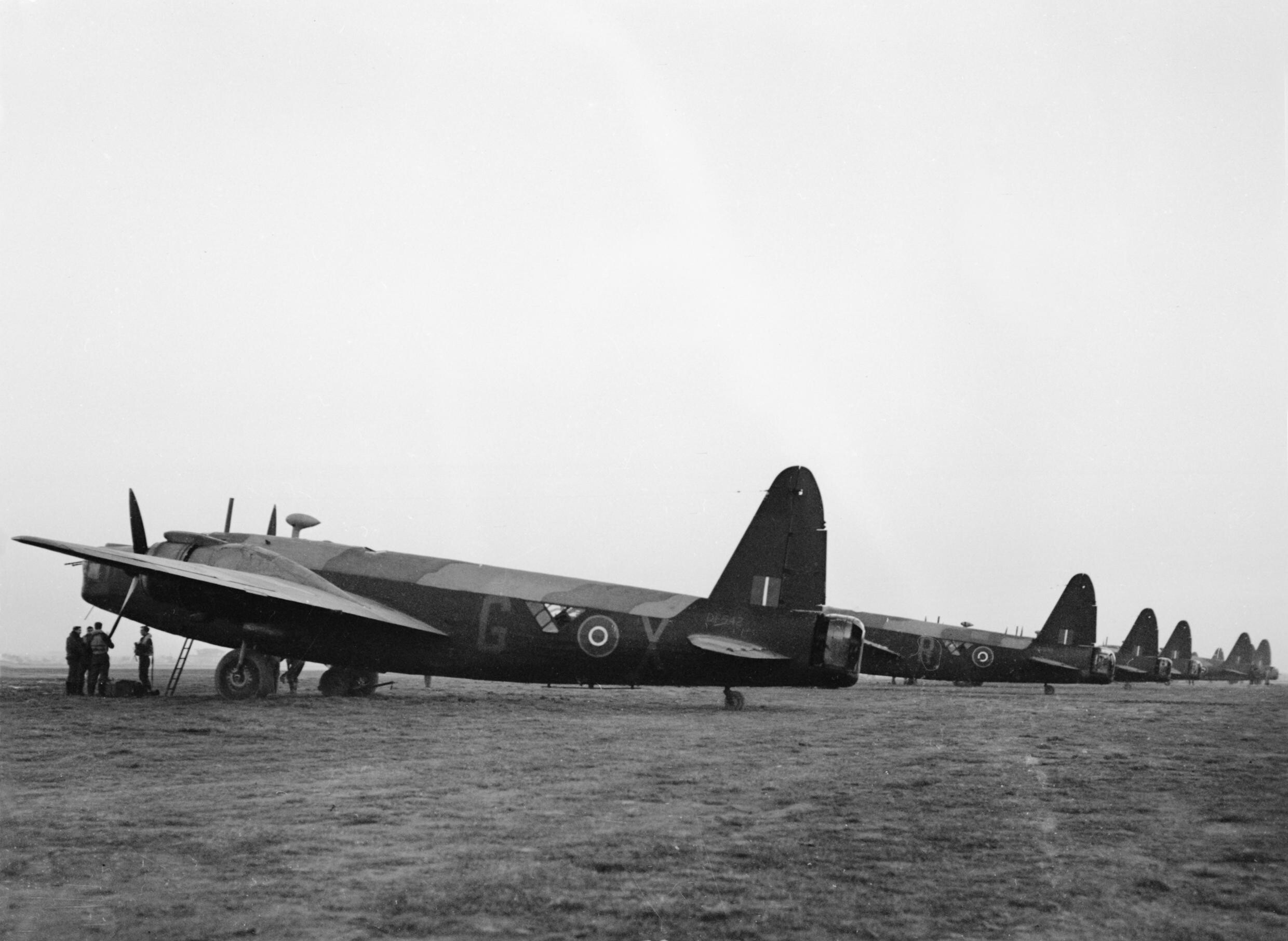
Alcuni Vickers Wellington B Mark III della Royal Air Force durante la seconda guerra mondiale

Dal 1915 quasi 1000 allievi piloti, ufficiali e truppa, italiani e americani, vi si istruirono su apparecchi di vario tipo.
Nell'agosto del 1917 la Sezione Difesa dell'Aeroporto di Foggia disponeva di 2 piloti e nel marzo 1918 riceve 2 Savoia Pomilio con cannoncino, un Caproni Ca.33 con cannoncino ed una Sezione di Nieuport 11 che nel mese di aprile formano la 301ª Squadriglia al Campo Sud di Foggia.
L'Aeroporto di Foggia "Gino Lisa" è uno dei 32 scali presenti nella provincia durante la seconda guerra mondiale, che costituivano il cosiddetto Complesso aeroportuale foggiano. Si trattava nella maggior parte dei casi di basi aeree degli alleati durante la fase di conquista dell'Italia.

### 1968: L'inizio dei voli civili
L'idea di utilizzare l'aeroporto Gino Lisa per i servizi di linea commerciale risale alla fine degli anni sessanta, quando l'Italia manifestò l'intenzione di attivare un volo diretto con l'aeroporto di Roma-Ciampino. Nel 1971 fu però l'ATI, divisione di Alitalia per l'esercizio dei voli nazionali, a inaugurare il collegamento con Roma Fiumicino operando due voli giornalieri con i turboelica Fokker F27. I voli furono sospesi nel 1975 in coincidenza con la dismissione dei Fokker e le difficoltà inerenti al mantenimento del servizio con gli aviogetti di maggiore capacità. L'attività dell'ATI rimane a tutt'oggi il più duraturo servizio di linea aerea regolare operato sullo scalo foggiano senza soluzione di continuità.

### 1989: I tentativi di ripresa
Quasi tre lustri trascorsero prima di rivedere un collegamento di linea sullo scalo foggiano. All'inizio del 1989 la compagnia regionale Aliblu Airways riprese i voli verso Roma Fiumicino con aerei Jetstream 31 da 18 posti, ma li abbandonò l'anno successivo quando fu acquisita e cessò le attività. Fu quindi la volta di Alidaunia che, in aggiunta al servizio elicotteristico, noleggiò un Mitsubishi MU300 per collegare Foggia con Milano Malpensa nel 1992-1993 e successivamente con Parma fino al 1995. Nel 1994 anche International Flying Services aveva operato brevemente sullo scalo con scarso successo.
Dopo pochi anni il comune di Foggia si fece promotore del riavvio dei voli di linea sul Gino Lisa. L'obiettivo era dirottare una parte del flusso turistico previsto in arrivo a Roma per il Giubileo del 2000 verso i luoghi di culto della provincia foggiana e, nel contempo, promuovere lo sviluppo turistico locale. A questo scopo furono create una società privata per l'esercizio dello scalo e la compagnia aerea Federico II Airways. Federico II Airways ricevette un turboelica d'ultima generazione Fairchild-Dornier 328 nell'ottobre 1998 e iniziò i voli verso Roma Fiumicino nel mese successivo. Un altro Fairchild-Dornier fu noleggiato all'inizio del 1999 per collegare Foggia con Milano Malpensa e con altre destinazioni, fra le quali Torino Caselle. Le previsioni però non si concretizzarono e la compagnia accumulò un disavanzo economico considerevole. Federico II Airways fu costretta a sospendere le attività dopo due anni dal loro avvio e chiuse definitivamente nel 2002.
Negli anni a seguire diverse compagnie regionali tentarono senza successo di riavviare i collegamenti con regolarità, trovandosi a fronteggiare problemi di carattere operativo (ItAli Airlines), di stabilità economica e finanziaria (Club Air) oppure limitando l'interesse ai soli voli a domanda (Air A!ps).

### 2008-2011: La storia recente
Nella primavera del 2008 Myair vinse il bando pubblico per il riavvio dei servizi di linea dal Gino Lisa e nel mese di ottobre inaugurò i voli verso Milano Malpensa, Palermo, Roma Fiumicino e Torino. A questi si aggiunsero i collegamenti verso Bologna, Milano Orio al Serio e Ginevra che furono però abbandonati insieme ai voli su Roma quando MyAir sospese le attività nel luglio 2009 a causa del fallimento della stessa compagnia. La compagnia regionale Skybridge AirOps aveva ripreso il servizio regolare per Roma Fiumicino, operandolo in regime di finanziamento privato e progettando anche di volare da Foggia verso nuove destinazioni. Questi voli sono stati sospesi nel 2010 e poco dopo l'intero progetto è stato abbandonato.
Al termine del triennio di finanziamenti da parte della Regione Puglia, con bando pubblico inizialmente vinto da MyAir e successivamente rigirato a Darwin Airline, quest'ultima compagnia ha deciso di proseguire le proprie attività di volo dall'Aeroporto di Foggia, confermando anche il codeshare con Alitalia. Dall'operativo invernale con inizio dal 29 ottobre 2011, rimangono attive le tre rotte nazionali (Milano Malpensa, Torino e Palermo), con unica riduzione da 4 a 3 dei voli settimanali per il capoluogo siculo. Il termine dei contributi pubblici alla compagnia ha comportato un notevole aumento del costo del biglietto a partire da ottobre 2011. L'offerta di volo è risultata fuori mercato, soprattutto a causa della forte concorrenza degli aeroporti limitrofi. La conseguenza è stata la conclusione dei voli dal 7 novembre 2011.

### 2010-2011: Chiusura al traffico civile
Nel mese di novembre del 2010 si è cominciato però a parlare della chiusura definitiva al traffico civile di questo scalo nel contesto del piano denominato "aeroporti bonsai" che prevede il taglio degli scali al di sotto dei 500.000 passeggeri annui a causa del loro alto costo di esercizio a fronte di uno scarsissimo utilizzo.
Come già accennato, a partire dal 24 maggio 2010 l'operativo della Darwin Airline da Foggia era passato in codeshare con Alitalia. Il Gino Lisa era quindi entrato a far parte del circuito internazionale anche grazie all'alleanza SkyTeam di cui fa parte Alitalia. I passeggeri potevano raggiungere qualsiasi destinazione nazionale o internazionale con un unico biglietto aereo e un solo check-in in partenza da Foggia, e potevano transitare a Milano Malpensa, Torino e Palermo senza dover ripetere i controlli di sicurezza. I voli da e per Foggia erano validi per il programma a premi MilleMiglia di Alitalia.
Gli accordi di codeshare sono stati confermati anche per la stagione invernale 2011 e sono terminati insieme alla fine dei voli Darwin Airline.

### 2012-2021: Allungamento della pista e la riapertura dello scalo

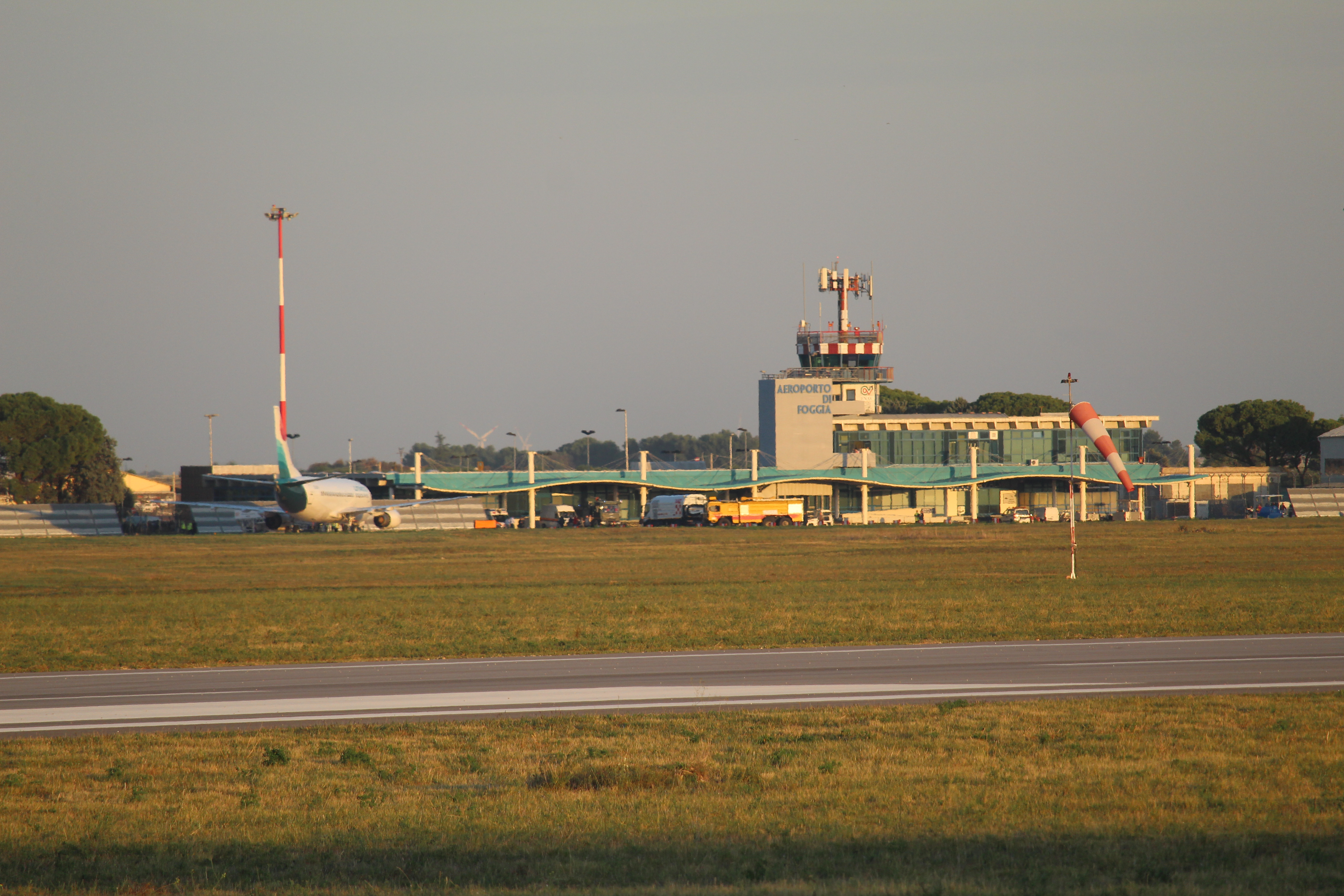
Terminal dell'aeroporto

La giunta Vendola ha sbloccato nel 2012 un finanziamento statale di 14 milioni di euro per lavori di allungamento della pista esistente di 1.438 metri con 570 m, verso la testata 15 (Nord). I lavori sono iniziati il 6 dicembre del 2019 e hanno visto la chiusura di Via Gioberti su Via Castelluccio, nel tratto finale verso la SS16 (Tangenziale di Foggia).
Il 26 luglio 2021 l'aeroporto ha riaperto al traffico aereo dopo il completamento dei lavori di allungamento fino a 2000 m, di cui solo 1735 m utilizzabili per l'atterraggio, ricevendo l'autorizzazione antincendio.

### 2022: L'anno della ripresa dei voli
Grazie ai lavori di allungamento della pista fino a 2000 m, l'aeroporto ha ampliato la gamma di aeromobili che possono operare sulla pista. Dal 30 settembre 2022 l'aeroporto di Foggia torna ad avere voli di linea con Milano Malpensa e dal 2 dicembre 2022 con Torino operati con due velivoli, un Boeing 737-300 da 139 posti e un Boeing 737-700W da 149 posti Economy della compagnia aerea greca Lumiwings, annunciati insieme a quelli per Verona e Catania in una conferenza stampa di maggio 2022 dal Presidente della Regione Puglia Michele Emiliano.

### 2023-2024: presente
I voli per l'aeroporto bosniaco di Mostar sono attivi dal 3 giugno 2023 e dal 7 maggio 2023 è attivo il volo per Milano Linate.
A partire dall'autunno 2023 sono stati interrotti i collegamenti con gli aeroporti di Verona, Catania e Torino.
Al giugno 2024 risultano attivi i voli per Milano Malpensa, Milano Linate, Milano Bergamo e Torino operati da Lumiwings, oltreché quelli per le isole Tremiti, Peschici e Vieste operati da Alidaunia. 
Dall'operativo invernale 2024, il collegamento con Milano Linate diventa giornaliero (la domenica doppio volo). Sono attivi collegamenti quadrisettimanali con Milano Bergamo e bisettimanali con Torino e Venezia operati da Lumiwings. In aggiunta da maggio 2025, è operativo il collegamento con Monaco Di Baviera.

## Caratteristiche
La vecchia pista dell'aeroporto era lunga 1560 m e larga 45 m ed è definita di categoria 3-C di tipo "strumentale", ossia con apparecchiature adatte anche ad atterraggi in condizioni sfavorevoli di visibilità. È realizzata in cemento e asfalto e ha una resistenza di grado PCN37 (ovvero supporta aerei del peso di 37 tonnellate per carrello).
La nuova pista misura 2000 m, di questi solo 1795 m potranno essere realmente utilizzati per gli atterraggi, mentre possono essere eventualmente sfruttati i nuovi raccordi per i decolli (150 m dopo la testata 15 e 96 m dopo la testata 33).
Entrambe le testate dispongono di PAPI di 3º livello e la sola testata 33 ha sistema luminoso di avvicinamento SALS. È consentito il volo a vista notturno dalla sola testata 33.
L'altitudine media è di 81 m s.l.m. e la temperatura media di riferimento è di 28 °C.

## Traffico passeggeri
Questo grafico non è disponibile a causa di un problema tecnico.
Si prega di non rimuoverlo.
Vedi la query Wikidata di origine.

| Anno | Nazionali | Internazionali | Aviazione Generale e altri | Totali |
| ---- | --------- | -------------- | -------------------------- | ------ |
| 2007 | 7.455     | 0              | 1.929                      | 9.394  |
| 2008 | 28.554    | 0              | 1.216                      | 29.770 |
| 2009 | 65.602    | 511            | 1.648                      | 67.761 |
| 2010 | 69.599    | 55             | 1.293                      | 70.947 |
| 2011 | 61.079    | 100            | 1.142                      | 62.421 |
| 2022 | 6.561     | 0              | 488                        | 7.049  |
| 2023 | 45.234    | 2.488          | 780                        | 48.502 |
| 2024 | 60.447    | 0              | 1.702                      | 62.149 |

Dal 2006 al 2011 il traffico è stato in costante aumento: nel 2008, grazie alle nuove rotte, il Gino Lisa triplicò il transito dei passeggeri rispetto al 2007 e si posizionò 38º in Italia per volume di traffico passeggeri, con 29 770 transiti. Nel 2009 con un incremento del 129,5%, ha raggiunto il 36º posto per volume di traffico passeggeri e il 1º posto tra gli aeroporti aventi una pista inferiore a 1700 metri.

### Statistiche mensili di traffico
|                     | 2007  | 2008   | 2009   | 2010   | 2011   | 2022  | 2023   | 2024   | 2025   |
| ------------------- | ----- | ------ | ------ | ------ | ------ | ----- | ------ | ------ | ------ |
| Gennaio             | 813   | 259    | 6.155  | 4.633  | 4.398  | 6     | 2.443  | 2.555  | 6.496  |
| Febbraio            | 571   | 309    | 5.431  | 4.552  | 4.548  | 4     | 2.231  | 2.205  | 6.331  |
| Marzo               | 719   | 380    | 5.351  | 5.256  | 5.286  | 23    | 2.351  | 2.795  | 7.088  |
| Aprile              | 874   | 673    | 5.958  | 5.487  | 6.327  | 2     | 2.937  | 4.532  | 5.624  |
| Maggio              | 1.342 | 3.080  | 6.292  | 6.107  | 6.639  | 54    | 3.832  | 4.839  | 6.470  |
| Giugno              | 979   | 921    | 6.520  | 6.983  | 7.307  | 77    | 6.300  | 7.006  | 7.687  |
| Luglio              | 1.016 | 1.067  | 5.964  | 7.270  | 7.663  | 149   | 6.161  | 7.019  |        |
| Agosto              | 976   | 1.020  | 4.933  | 7.527  | 8.110  | 61    | 6.478  | 6.538  |        |
| Settembre           | 765   | 902    | 4.712  | 6.542  | 6.566  | 144   | 5.389  | 6.101  |        |
| Ottobre             | 475   | 6.555  | 4.374  | 6.023  | 4.631  | 1.429 | 3.786  | 5.627  |        |
| Novembre            | 434   | 7.466  | 5.606  | 5.122  | 619    | 1.558 | 3.250  | 5.941  |        |
| Dicembre            | 430   | 7.138  | 6.465  | 5.445  | 327    | 3.541 | 3.337  | 6.961  |        |
| TOTALE              | 9.394 | 29.770 | 67.761 | 70.947 | 62.421 | 7.049 | 48.502 | 62.149 | 39.696 |
| Fonte: Assaeroporti |       |        |        |        |        |       |        |        |        |

## Stazione meteorologica
L'aeroporto di Foggia è sede di una stazione meteorologica, un riferimento per il servizio meteorologico dell'Aeronautica Militare e per l'Organizzazione meteorologica mondiale relativa all'area urbana della città di Foggia, nel Tavoliere delle Puglie.